# Millar (Einheit)
Millar war ein Handelsmaß in Mexiko und beschränkte sich auf zählbare Waren, wie besonders Vanilleschoten und Nadeln. In Misantla im  Bundesstaat Veracruz wurden immer 50 Schoten zu kleine Päckchen oder Mazos gebunden. Hier rechnete man 20 Mazos pro Millar.
- 1 Millar = 1000 Vanilleschoten
- 1 Millar = 1000 Nadeln

Der Millar oder Meiler wurde als Maß in Griechenland im Handel mit Feigen verwendet. Je nach Sorte konnte das Gewicht der Kränze mit ungefähr 60 Feigen (Kranzfeigen) pro Kranz abweichen und 13 oder 14 Kantar wiegen.
- 1 Millar/Meiler = 1000 Kränze[3]
- 1 Millar = 1000 Pfund (venetianisches Schwergewicht) = 8 ½ Kantar (1 K. = 44 Oken) = 374 Oken; 375 Oken (Praxiswert)